# Wehrkirche St. Maria Magdalena (Trennfurt)

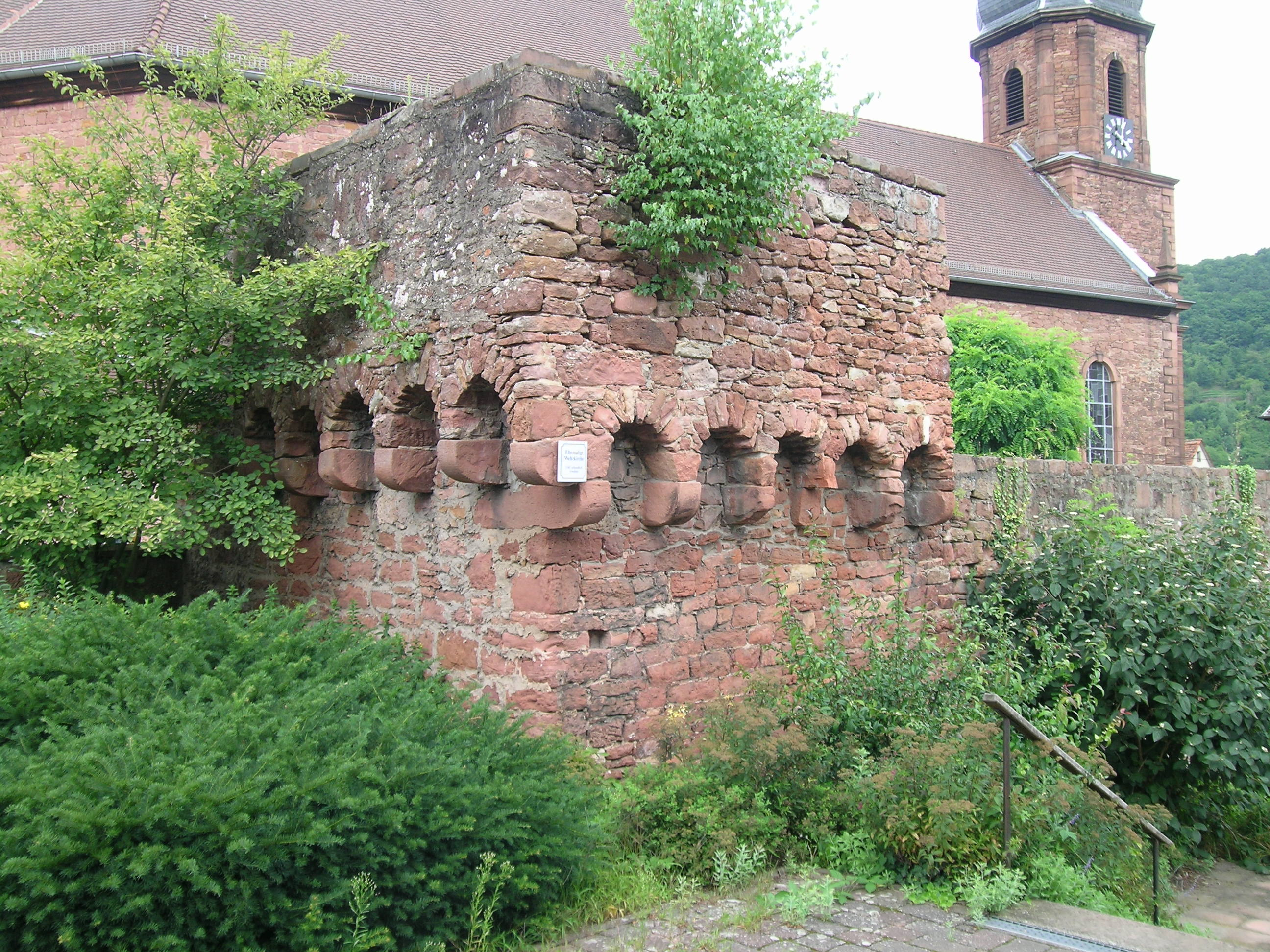
Die mittelalterliche Wehrmauer der Kirche St. Maria Magdalena in Trennfurt

Die Wehrkirche St. Maria Magdalena ist eine Kirche in Trennfurt, heute ein Stadtteil von Klingenberg, deren ursprüngliche Wehrkirche fortifikatorischen Charakter hatte.
Die Kirche gehört zu den Baudenkmälern des Ortes und ist unter der Nummer D-6-76-134-78 in die Bayerische Denkmalliste eingetragen. Von der ursprünglichen Wehranlage sind Teile der Umfassungsmauer im Süden mit Eckturmrest und Norden der Kirche erhalten. Die zugehörige Wehrkirche wurde dagegen im 18. Jahrhundert durch einen barocken Neubau ersetzt.

## Geschichte

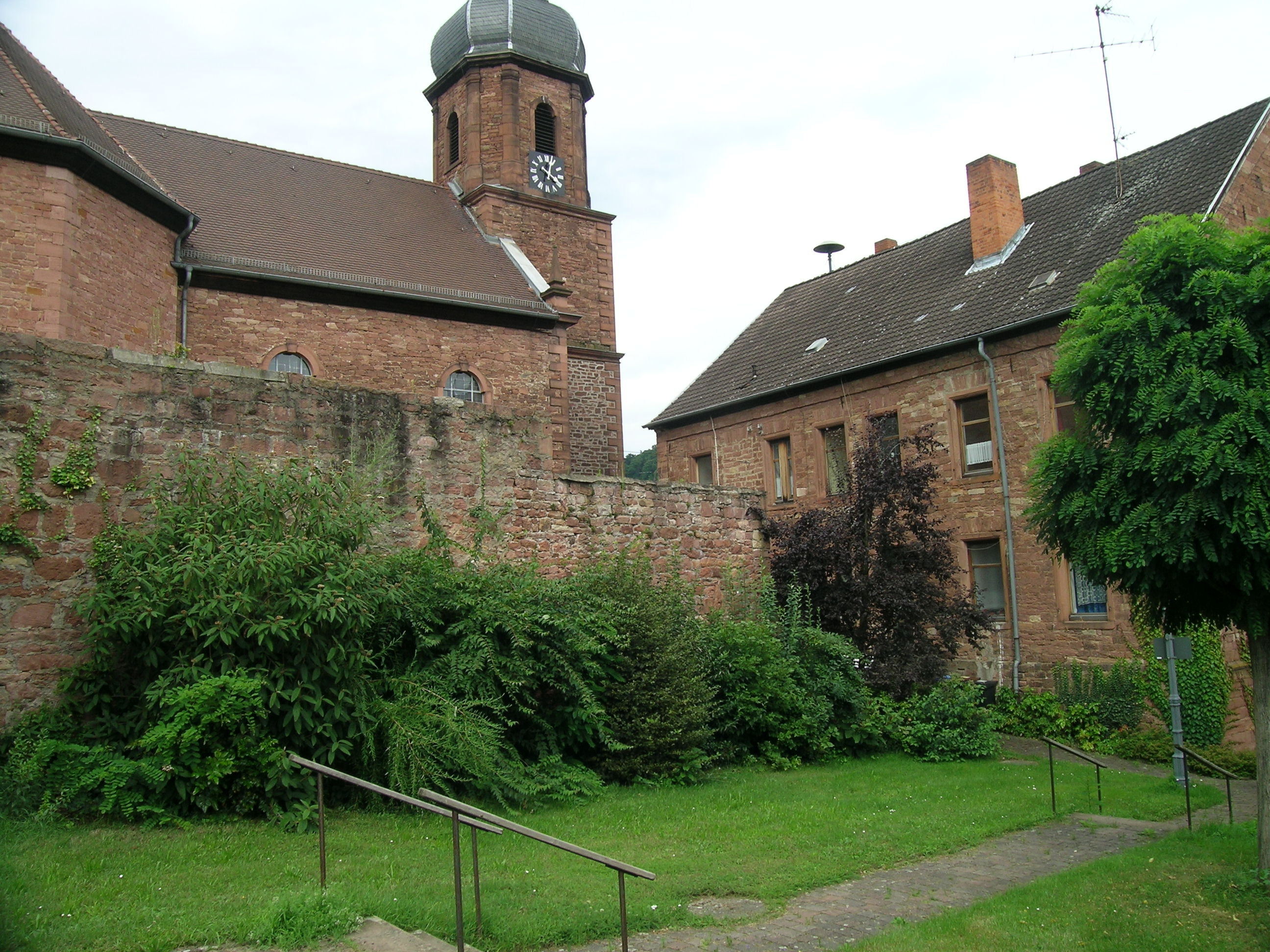
Die heutige Katholische Kirche, im Vordergrund südliche Reste der Wehrmauer der alten Wehrkirche

Die Burgkirche entstand im 13. Jahrhundert und diente gleichzeitig als Gotteshaus, Begräbnisplatz, Fliehburg und herrschaftlicher Stützpunkt. Es wird vermutet, dass die Befestigung im Zusammenhang mit einer lang andauernden Fehde zwischen dem Erzstift Mainz und den Grafen von Rieneck entstanden ist.
Die Trennfurter Kirche war eine Filialkirche des nördlichen Nachbarorts Wörth am Main, der unter Mainzer Lehnshoheit stand. Trennfurts südlicher Nachbarort Laudenbach gehörte den Grafen von Rieneck, an deren Seite auch die Schenken von Clingenburg auf der gegenüberliegenden Mainseite standen. Warum die Kirche der Hl. Maria Magdalena geweiht wurde, ist unbekannt.
Bekannt ist dagegen das Aussehen der Kirche. Die Spessartkarte von Paul Pfinzing aus dem Jahr 1594 zeigt einen niedrigen gedrungenen Turm mit schlanker Spitze. Da der Turm an der Ostseite der Kirche steht, wird vermutet, dass es sich ursprünglich um eine der damals üblichen fränkischen Chorturmkirchen gehandelt hat, sich der Altarraum also im Turm befand.
Allerdings zeigt ein Plan der Wehrkirche, der 1751 aus Anlass des Neubaus angefertigt wurde, bereits den Altarraum und die Sakristei am dem Turm entgegengesetzten Ende der Kirche. Die 1343 zum ersten Mal urkundlich erwähnte Kirche war baufällig geworden. Mit dem Neubau wurde der Miltenberger Baumeister Johann Martin Schmidt beauftragt, der den Bau bis 1754 fertigstellte. Im Jahre 1951 wurde die Kirche erweitert. 1975 wurde das Kirchenschiff durch einen Blitzschlag in Brand gesetzt und samt der barocken Inneneinrichtung zerstört. Nur der Turm konnte vor den Flammen gerettet werden. Das Kirchenschiff wurde mit moderner Innenausstattung wieder aufgebaut.

## Denkmal im Denkmal
Im Zugang der heutigen Kirche befindet sich eingemauert ein römischer Weihaltar bzw. Votivstein der dem Kastell Trennfurt des nassen Mainlimes zugeordnet werden kann.
Der Weihestein stand ursprünglich ungeschützt am Schulhaus neben der Kirche. Die Inschrift war beinahe nicht mehr zu lesen. 1834 wurde er dann auf dem Friedhof eingemauert, verwitterte und vermooste. 1881 begutachtete Karl Zangemeister den Stein wieder und exzerpierte den Begriff lignarii. Diese Bezeichnung für Holzarbeiter war einige Zeit vorher schon in Stockstadt und auch in Obernburg nachgewiesen worden. Wilhelm Conrady, Ausgräber des Trennfurter Kastells, untersuchte den Stein 1899 und entzifferte die stark verwitterte Inschrift folgendermaßen: „I(ovi) o(ptimo) m(aximo), Silvano cons(ervatori) Dianae Aug(ustae) vixill(atio) leg(ionis) XXII Anton (initianae) p(rimigeniae) p(iae) f(idelis) ag(entium) in lignari(i)s sub cur(a) Mamertini Iusti opt(ionis) d(edicavit) (duobus) Aspr(is) co(n)s(ulibus)“. Seine Lesart ist nach heutigen Erkenntnissen nicht ganz korrekt, was jedoch am Inhalt nichts ändert. Danach wurde der Stein von einer Abteilung der 22. Legion, der Legio XXII Primigenia, die mit Waldarbeiten beschäftigt war, den Göttern Jupiter, Silvanus und Diana gewidmet „im Jahr, als die beiden Asper Konsuln waren“. Die beiden Asper, Gaius Iulius Asper und sein Sohn Gaius Iulius Camilius Asper, sind im Jahr 212 n. Chr. als Konsuln beurkundet. Der rekonstruierte Originaltext wurde kurz nach 1900 neu in den Stein eingeschlagen – eine Vorgehensweise, die aus heutiger Sicht unverantwortlich wäre.
| Transkription | in Majuskeln                                                                                                 | Bild |
| --- | --- | ---- |
| I(ovi) O(ptimo) M(aximo) Silvano Co- ns(ervatori) Dianae Aug(ustae) v<e>xill(atio) [le]g(ionis) XXII Ant(oninianae) Pr(imigeniae) p(iae) f(idelis) ag(entium in) lign(ariis) sub cura M[am]ert(i)n(i) Iusti opt(ionis) d(edicavit?) II Aspr(is) co(n)s(ulibus) | I O M SILVANO CO NS DIANAE AVG VIXILL [ ]G XXII ANT PR P F AG LIGN SVB CVRA M[ ]ERTN IVSTI OPT D II ASPR COS |      |